# Mustapha Bakkoury
Mustapha Bakkoury, né le 20 décembre 1964 à Mohammédia et originaire de Taounate, est un ingénieur et homme politique marocain. Entre 2001 et 2009, il dirige la CDG. Il est président de la région Casablanca-Settat de 2015 à 2021 et président du directoire de l'agence marocaine de l’énergie durable de 2009 à 2024.

## Parcours professionnel

### Origines et études
Il est ingénieur, diplômé en 1990 de l'École des Ponts et Chaussées, et titulaire d'un DESS en Banque et Finance .

### Parcours professionnel
De 1989 à 1991, il est chef de projets junior à la banque BNP Paribas au Département des grands projets internationaux. Il est également Chargé de projets senior à la BNP Intercontinentale au Département d’Ingénierie financière.
À partir de fin 1991, il est responsable des activités financières, ensuite de 1993 à 1995, responsable de la clientèle des grandes entreprises au sein de la Banque marocaine pour le commerce et l'industrie (BMCI), filiale de BNP Paribas.
De 1995 à 1998, il est responsable du développement et du financement des activités de la Société nationale d’aménagement communal (SONADAC) , société mixte, chargée de grands projets d’aménagement dans la métropole de Casablanca.
De 1998 à 2001, il est responsable du pôle « Banques d’affaires » à la BMCI.
De 2001 au 13 juin 2009, il est nommé par le roi Mohammed VI en tant que directeur général de la Caisse de dépôt et de gestion (CDG) . Le 30 décembre 2009, le roi Mohammed VI le nomme à la tête de l'Agence marocaine de l'énergie solaire (MASEN) ,. Il occupe ce poste jusqu'en mai 2024.

#### Associations Professionnelles
- Président de la Fédération Marocaine des Sociétés d’Assurances et de Réassurances[6].
- Membre du Conseil d’Administration de la Fondation Mohamed V.
- Membre du Comité Directeur de la Fondation Mohamed VI pour l’éducation.
- Président de la Fondation Socio Sportif FATEMA[7].

### Parcours politique
Ses premiers pas dans la vie politique ont lieu en 2007, lorsqu’il rejoint le Mouvement de Tous les Démocrates, de Fouad Ali El Himma, qui deviendra par la suite le PAM.
Le 19 février 2012, Mustapha Bakkoury est élu Secrétaire général du Parti authenticité et modernité.
Lors des élections communales et régionales de 2015, il se présente dans la ville Mohammédia et remporte 8 sièges sur 47 . Le 14 septembre 2015, il est élu président de la région de Casablanca-Settat , avec le soutien d'élus du RNI .

### Affaire Masen
Sa gestion de l'Agence marocaine pour l'énergie durable (MASEN) est sévèrement remise en cause en 2021.
Alors qu'il devait se rendre à l’exposition universelle de Dubaï en tant que commissaire du pavillon marocain, il est refoulé à l'aéroport de Casablanca, apprenant qu'il est sous le coup d'une interdiction de quitter le territoire . Aucun communiqué officiel ne donne les raisons de cette décision.
Deux ans après l'incident, en février 2023, le magazine Jeune Afrique rapporte que Mustapha Bakkoury « n'a pas fini sa traversée du désert » indiquant que ce dernier ne se rend au siège de l'agence Masen « que pour expédier les affaires courantes ».
En mai 2024, le roi Mohammed VI décide de le remplacer à la tête de la Masen. Tarik Moufaddal lui succède en tant que PDG de l'agence nationale.